# هنام، اسکس
هنام (به انگلیسی: Henham) یک روستا و محله مدنی در بریتانیا است که در آتلزفورد واقع شده‌است. هنام ۱٬۲۳۳ نفر جمعیت دارد.